# 板敷山 (茨城県)
板敷山（いたじきやま）は、茨城県石岡市と桜川市の境に位置する標高約130メートルの山。筑波山地に位置しており、周辺は吾国・愛宕県立自然公園に指定されている。山の西側に県道64号土浦笠間線・140号西小塙石岡線が走る板敷峠の現峠（標高90メートル）、東側に旧峠（標高112メートル）があり、山頂まで登山道が延びる。
鎌倉時代に浄土真宗開祖の親鸞を殺そうと山伏弁円とその弟子たちは板敷峠(旧峠)で待ち伏せをしたが果たすことができなかった。後に弁円は改心して親鸞に帰依した。この事件は「関東教化中法難」として知られ、山頂にはその際弁円たちが祈願した護摩壇跡が残されている。